# دانشگاه کانزاس
دانشگاه کانزاس (به انگلیسی: University of Kansas) یک دانشگاه تحقیقاتی دولتی در شهر لارنس واقع در ایالت کانزاس آمریکا است که در سال ۱۸۶۵ میلادی تأسیس شده‌است. 
این دانشگاه تحت حمایت بودجه‌های ایالتی بوده و دارای پنج کمپ دانشگاهی است. دانشگاه کانزاس جزو انجمن دانشگاه‌های آمریکایی است و به‌عنوان یک "دانشگاه دکترا R1 - بالاترین فعالیت تحقیقاتی" طبقه‌بندی می‌شود. این دانشگاه بیش از ۳۴۵ برنامه تحصیلاتی ارائه می‌دهد.
نشریه US News در گزارش‌های سال ۲۰۲۰ خود، دانشگاه کانزاس را در رتبه ۱۳۰ کل و ۵۹ در بین دانشگاه‌های دولتی آمریکا اعلام کرده‌است. این دانشگاه به‌ویژه در رشته‌های برنامه‌ریزی مدیریت شهری و سیاست‌گذاری شهری از تمام دانشگاه‌های آمریکا رتبه بالاتری دارد. بر اساس رتبه بندی شانگهای، دانشگاه کانزاس بین دانشگاه‌های ۲۰۱-۳۰۰ جهان قرار می‌گیرد.

## دانش‌آموختگان
۷ برنده جایزه پولیتزر، ۴ فضانورد ناسا، ۳ برنده جایزه نوبل، ۲ برنده مدال فیلدز و یک برنده جایزه اسکار به‌عنوان دانش‌آموختگان، محققان یا اعضای هیئت علمی وابسته به دانشگاه کانزاس بوده‌اند. 
تعدادی از دانش‌آموختگان دانشگاه کانزاس:
- حسن غفوری‌فرد
- مجید تخت روانچی
- کاتلین سیبیلیوس
- پال پیرس
- ویلت چمبرلین
- کلاید تامبا
- رونالد اوانز
- فرانک رولند
- مسعود دلخواه
- سید محمدباقر ملائک

## نگارخانه

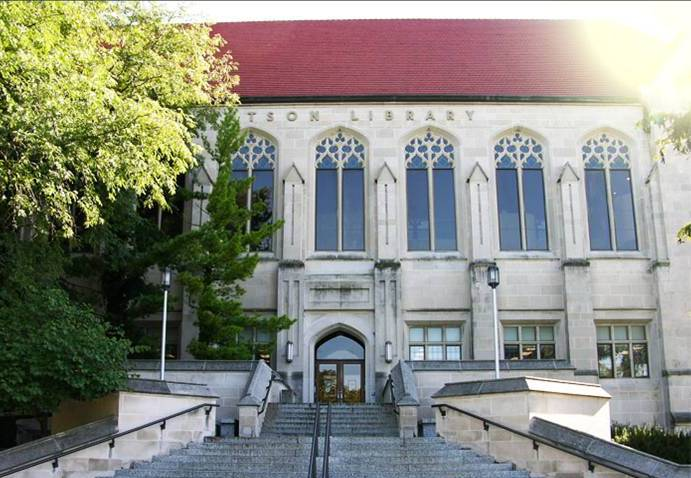
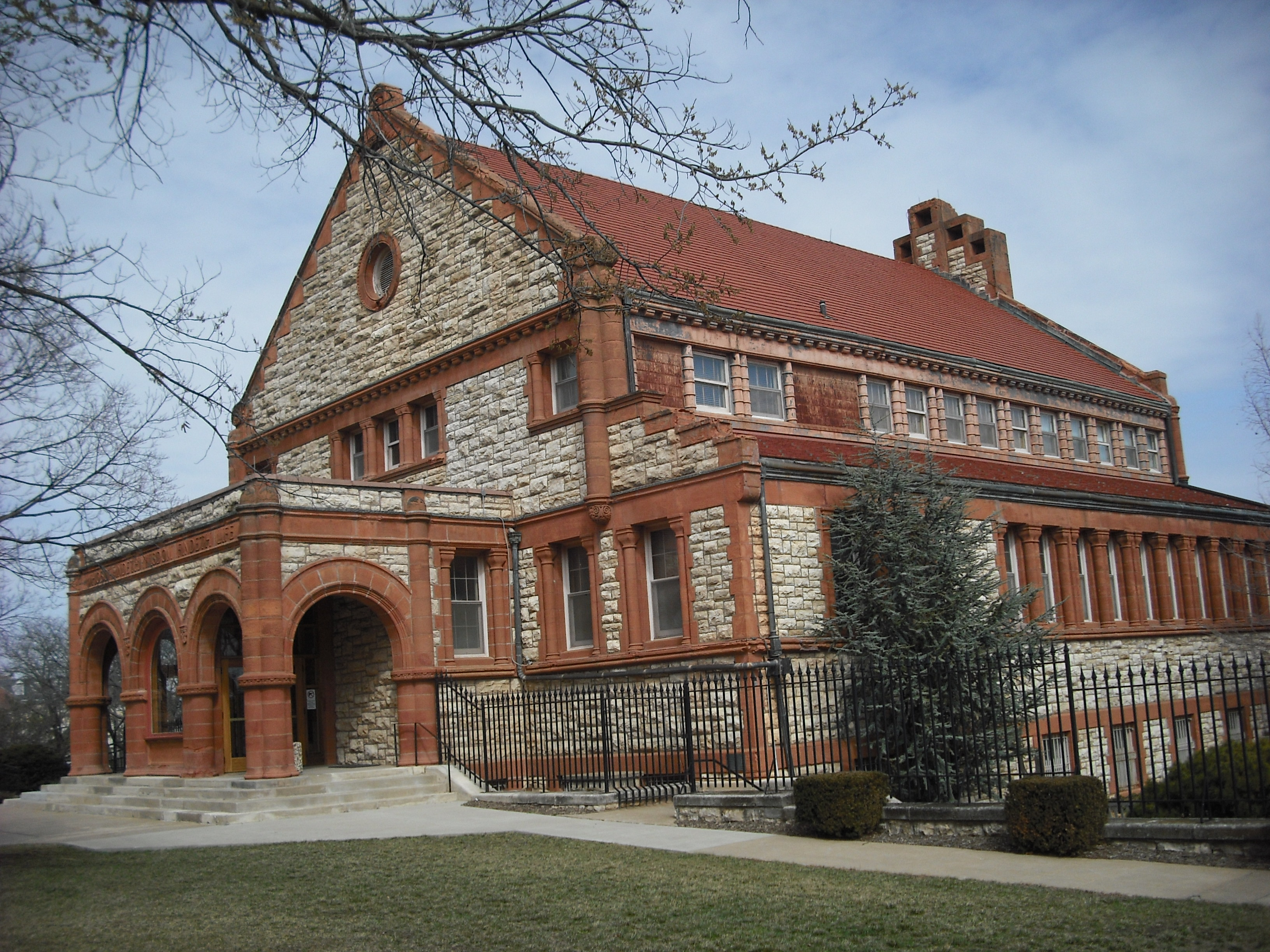
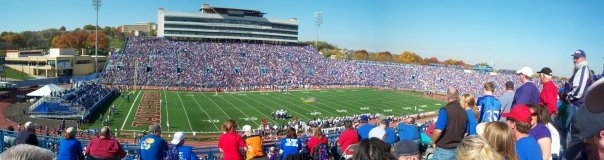
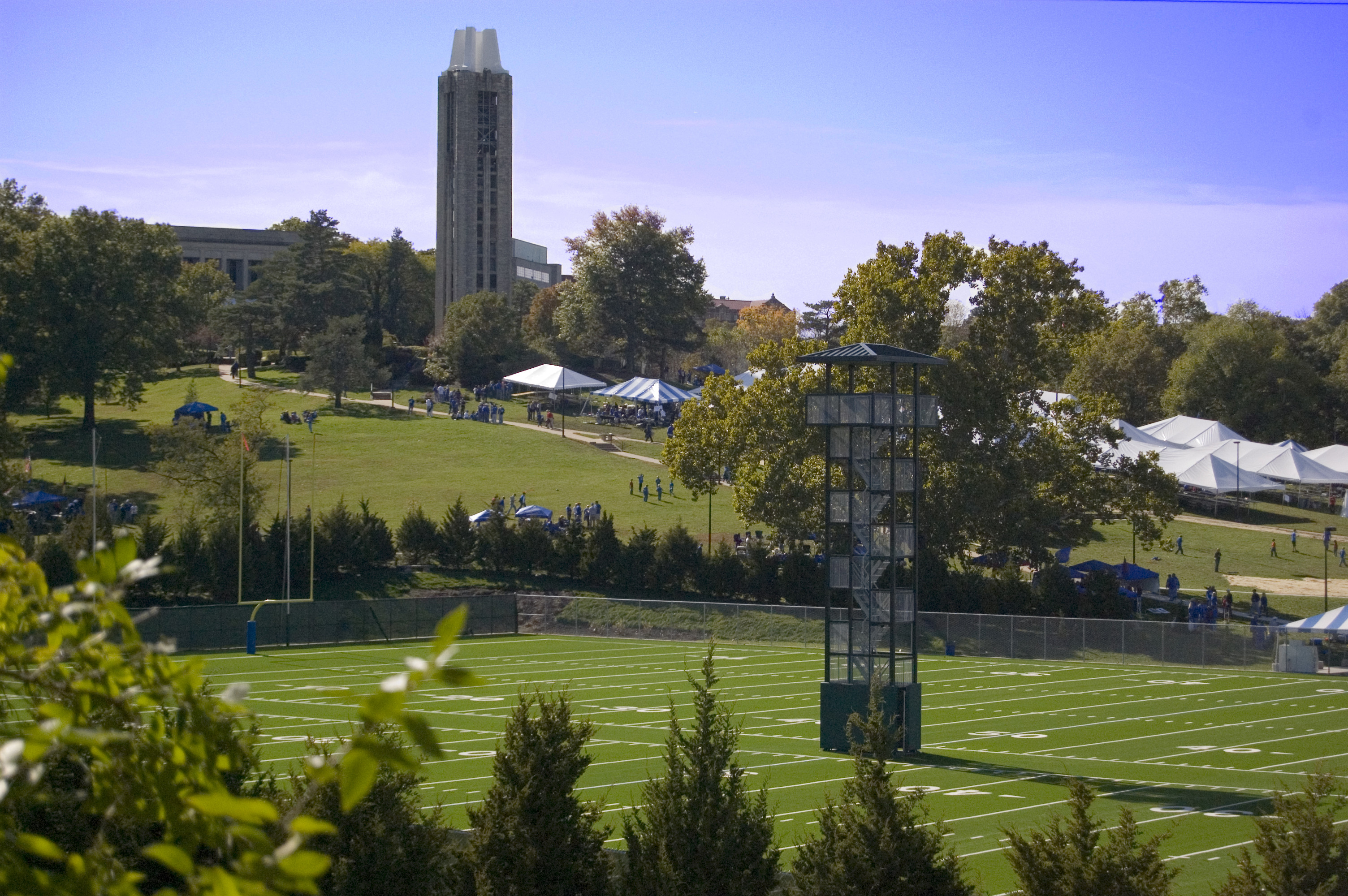
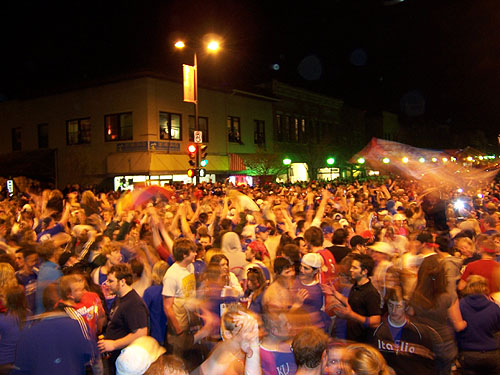
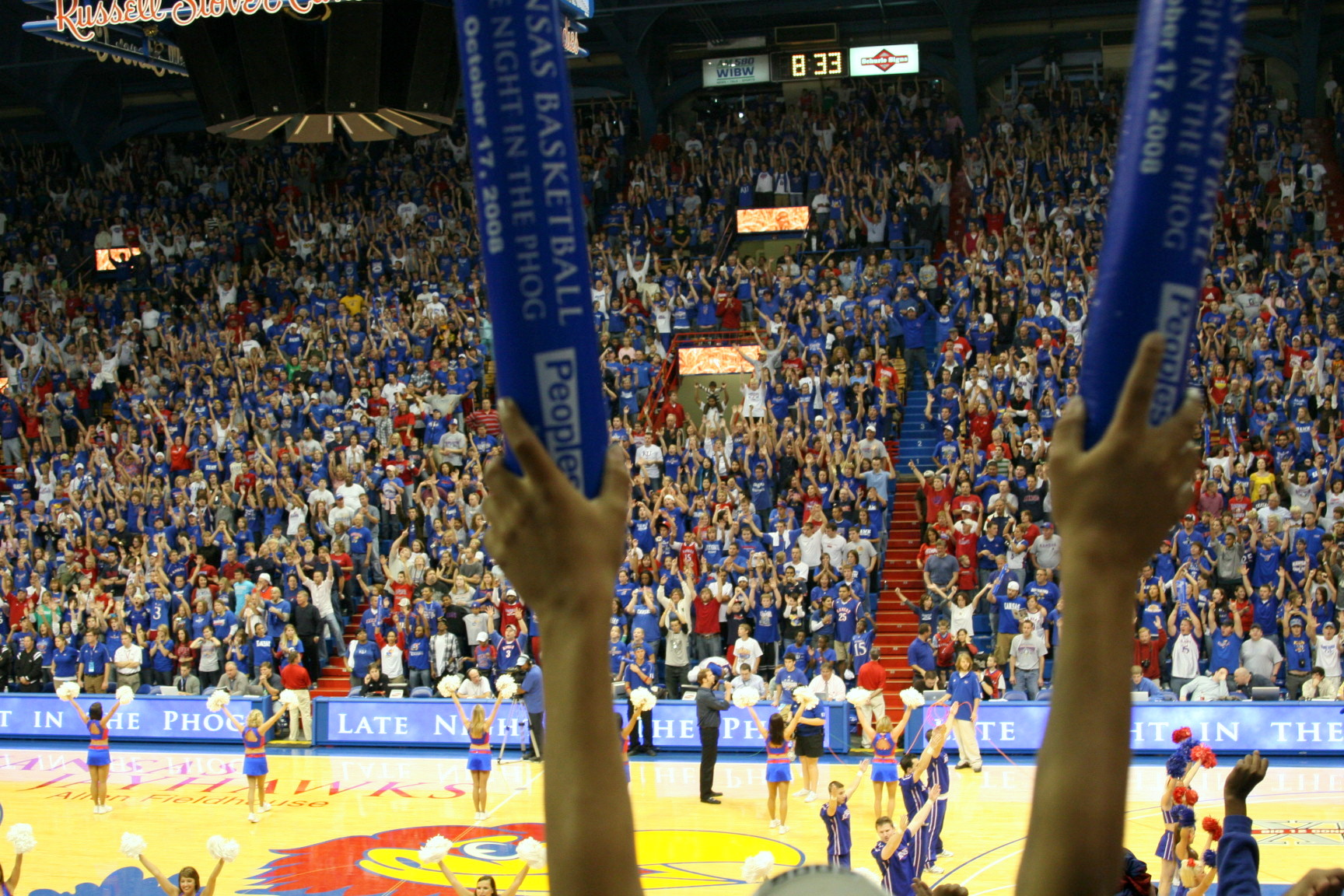
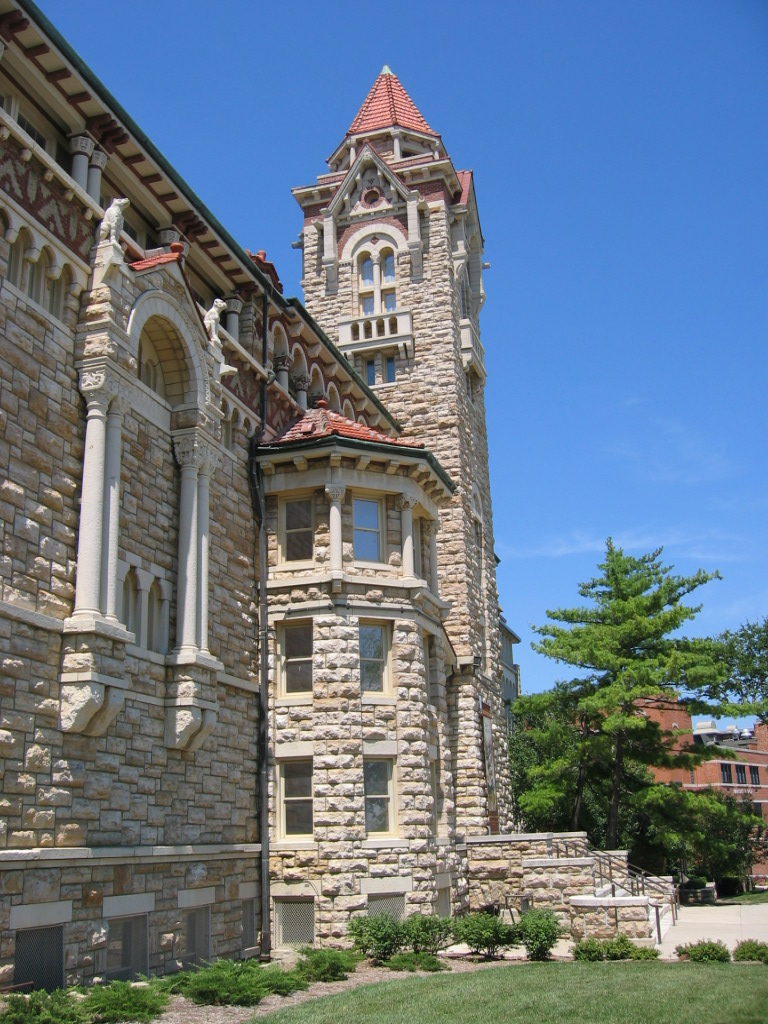
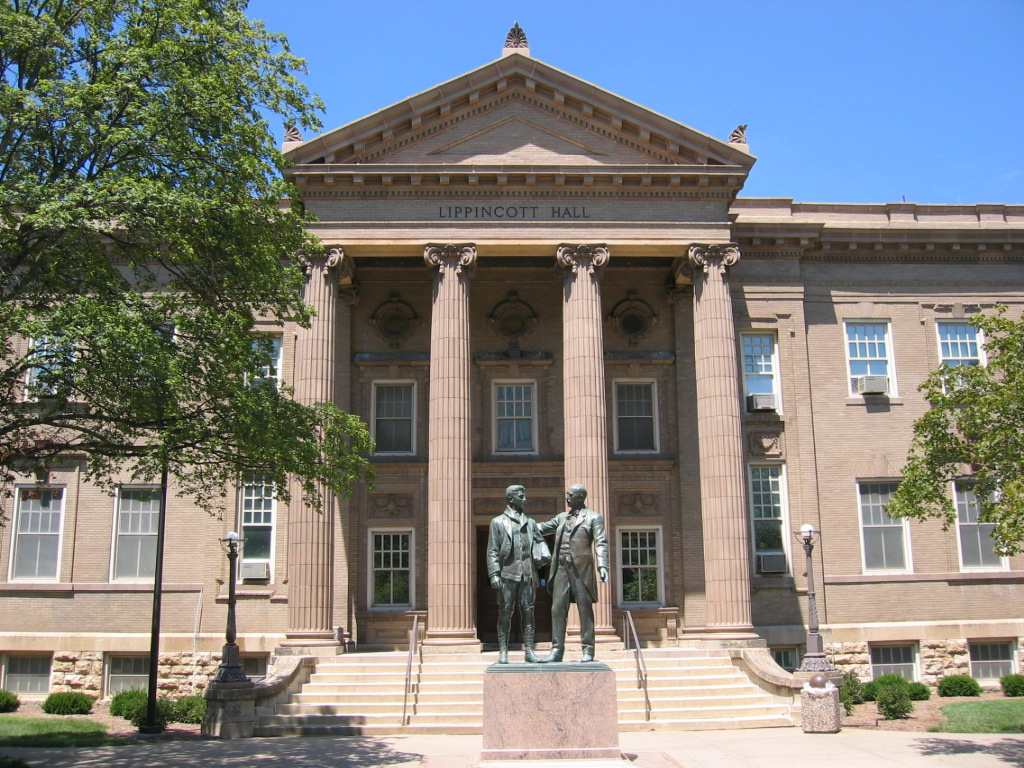